# Saitō Dōsan

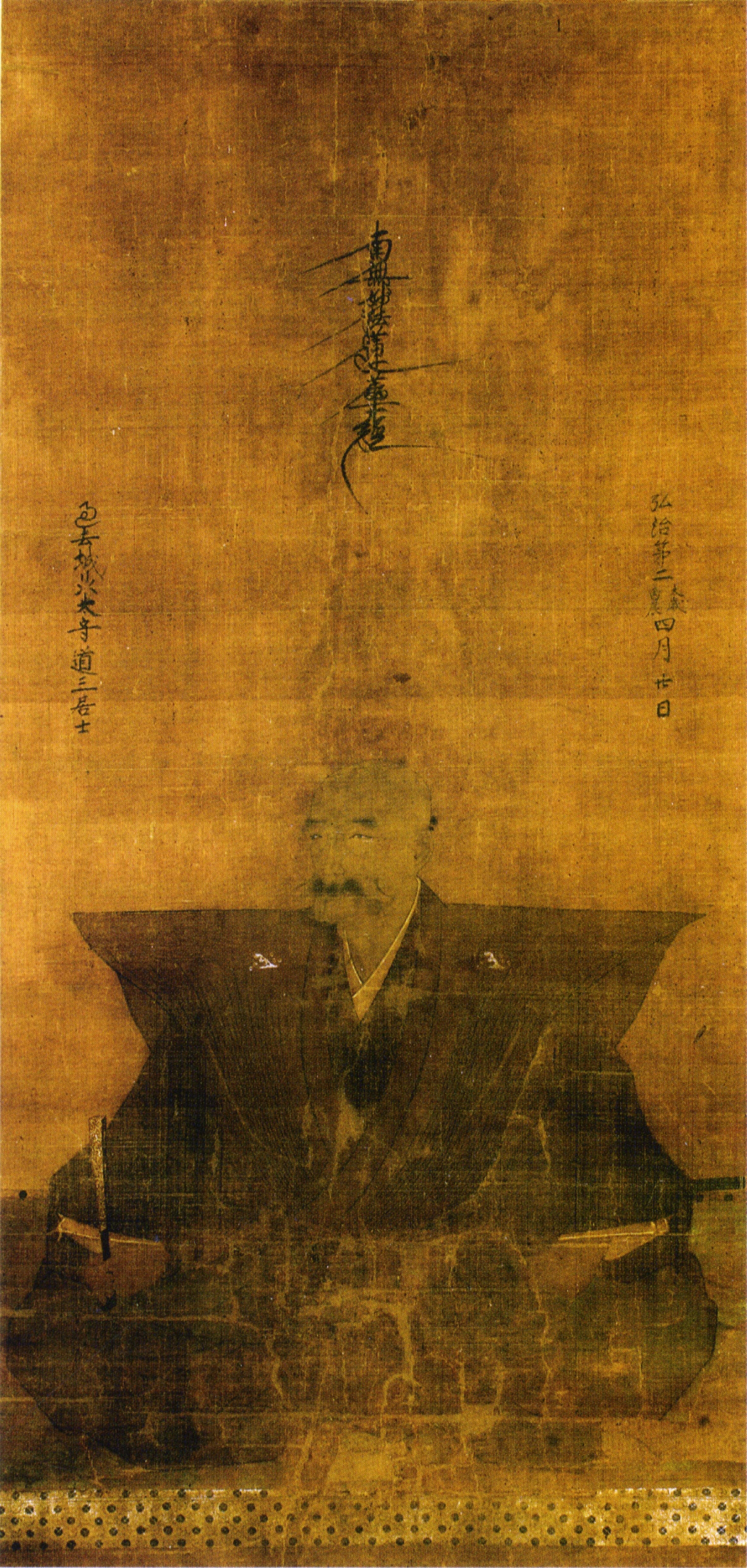
Porträt von Saitō Dōsan

Saitō Dōsan (japanisch 斎藤 道三, Dōsan Saitō; * 1494; † 28. Mai 1556) war ein japanischer Daimyō der Provinz Mino während der Sengoku-Periode. Er war der Schwiegervater Oda Nobunagas.

## Leben
Zunächst war Saitō Dōsan ein Gefolgsmann der Toki. Aufgrund der Wirren der Sengoku-Zeit vertrieb er diese allerdings und übernahm selbst die Herrschaft in der Provinz Mino. 1547 besiegte er seinen Nachbarn Oda Nobuhide aus Owari in einer Schlacht. Zwei Jahre später verheiratete Oda Nobuhide seinen Sohn Nobunaga mit Saitō Dōsans Tochter, was als Beweis angesehen werden kann, dass die Oda inzwischen über eine gewisse militärische Stärke verfügten und von Dōsan als bedeutender Machtfaktor in der Region angesehen wurden. 1555 rebellierte sein ältester Sohn gegen ihn, als Gerüchte aufkamen, dass dieser enterbt werden sollte. Vater und Sohn trafen sich 1556 auf dem Schlachtfeld; Saitō Dōsan unterlag und wurde getötet.

## Familie
Saitō Dōsan war mit Ōmi no kata, einer Tochter von Akechi Mitsutsugu, verheiratet. Er hatte mehrere Kinder, darunter seinen Nachfolger und Mörder Saitō Yoshitatsu (* 1527; † 1561).